# Université de Niagara
L'université de Niagara (en anglais : Niagara University) est une université catholique américaine, fondée en 1856 sous le nom de « Séminaire Notre-Dame des Anges », par les lazaristes. Elle est située à Lewiston dans le comté de Niagara de l'État de New York.